# Héricourt (Górna Saona)
Héricourt (wymowaⓘ) – miejscowość i gmina we Francji, w regionie Burgundia-Franche-Comté, w departamencie Górna Saona. W 2016 roku populacja ówczesnej gminy wynosiła 10 400 mieszkańców. 
Dnia 1 stycznia 2019 roku połączono dwie wcześniejsze gminy: Tavey oraz Héricourt. Siedzibą gminy została miejscowość Héricourt, a nowa gmina przyjęła jej nazwę. 

## Ludzie związani z miastem
- Adolphe Kégresse – francuski inżynier i wynalazca, urodzony w Héricourt w 1879 roku[3]
- Johann Jakob Froberger – niemiecki kompozytor epoki baroku, zmarły w Héricourt w 1667 roku[4]